# Kroktärnen
Kroktärnen är en sjö i Laxå kommun i Västergötland och ingår i Norrströms huvudavrinningsområde. Sjön har en area på 0,114 kvadratkilometer och ligger 163,8 meter över havet. Sjön avvattnas av vattendraget Grytsjöbäcken.

## Delavrinningsområde
Kroktärnen ingår i det delavrinningsområde (652430-143251) som SMHI kallar för Utloppet av Grytsjön. Medelhöjden är 159 meter över havet och ytan är 22,31 kvadratkilometer. Det finns inga avrinningsområden uppströms utan avrinningsområdet är högsta punkten. Grytsjöbäcken som avvattnar avrinningsområdet har biflödesordning 2, vilket innebär att vattnet flödar genom totalt 2 vattendrag innan det når havet efter 294 kilometer. Avrinningsområdet består mestadels av skog (74 procent). Avrinningsområdet har 1,96 kvadratkilometer vattenytor vilket ger det en sjöprocent på 8,8 procent.